# Претор
Претор (лат. praetor) био је правосудни магистрат у Римској републици. По рангу налазили су се непосредно испод двојице конзула.
Првобитно, према Цицерону, претор је назив којим су означавани конзули у својој функцији врховних војних заповедника Римске републике. Цицерон значење речи извлачи из латинског глагола praeire (= „ићи напред, предводити“).

## Претура
Претура је првобитно била нека врста трећег конзулата, јер су главне функције претора заправо била овлашћења која су му делегирали конзули, који су се, према Цицерону, називали и iudices a iudicando, дакле „судије јер су судили“. Функцију претора је првобитно обављала особа која је претходне године била конзул. Луције Папирије је био претор након што је обављао функцију конзула. Претор је понекада имао команду над војском, а док су конзули били одсутни из Рима с војскама, претор је у самом граду обављао њихове задатке. Претор је био курулни магистрат па је имао војну власт (лат. imperium), али се у свему морао потчинити конзулима и њиховим одлукама. Ознаке његове части били су шесторица ликтора, а касније само двојица ликтора у Риму.
Од периода позне Римске републике претор би, након свог мандата у Риму одлазио као пропретор да управља неком од римских провинција.

### Први претор
Према аналистичкој традицији, први претор изабран је за 366. годину п. н. е. међу патрицијима, који су наводно ту дужност установили као искључиво патрицијску јер су однедавно положај конзула морали да деле с плебејцима. Први плебејац био је изабран за претора 337. п. н. е. Претор се називао „колегом конзула“ (лат. collega consulibus) и бирао се на центуријатској скупштини истовремено с конзулима.

### Други претор
Године 246. п. н. е. изабран је још један претор са задужењем да пресуђује у парницама између странаца (лат. peregrini) или између странаца и римских грађана, па је и назван praetor peregrinus. Од тога доба се први претор звао praetor urbanus или praetor Urbis („градски претор“) и био је задужен за спорове међу самим грађанима. Двојица претора су коцком одлучивала како ће међу собом распоредити ове две улоге. Уколико би један од њих морао да заповеда војском у неком походу, онда је други претор преузимао његове цивилне функције у граду.

### 
Praetor urbanus био је виши по звању, али су му се цивилна овлашћења протезала само на град Рим, из кога је могао одсуствовати највише десет дана узастопце. Међу његове дужности спадало је и надгледање Аполинарских игара, али су му главна задужења била судска, па едикти низа римских претора представљају важан фактор у развоју римског права.

### Нови претори
Када се територија римске државе проширила ван граница Италије, постављени су нови претори. Године 227. п. н. е. изабрана су два нова претора за управу над Сицилијом и Сардинијом, а затим још два 197. п. н. е. за управу над две провинције у Хиспанији. Од ових шест претора, двојица су остајала у Риму, а остали су одлазили у провинције, које је на управу римски сенат распоређивао коцком. И претори који су остајали у граду често би након истека мандата одлазили као управници у неку провинцију, било с називом пропретора било с називом проконзула. Диктатор Луције Корнелије Сула повећао је број претора на осам, а затим их је Јулије Цезар повећао прво на десет, затим на дванаест и четрнаест, и најзад на шеснаест. Октавијан Август ограничио је број претора на дванаест, али их је под Тиберијем било шеснаест. Број претора наставио је да варира током читавог трајања Римског царства, али њихове су главне дужности остале у сфери права и судства, премда је повремено било неопходно појединим преторима доделити посебне правне области за које су били специјализовани.
Преторима су понекад давани и специјални задаци, као што је на пример praetor peregrinus 144. п. н. е. по одлуци сената морао да надгледа оправак неких римских акведукта и спречавање нерегуларне употребе воде.

## Судска овлашћења
Главно судско овлашћење претора у грађанским парницама било је давање правног мишљења (лат. iudicium) те стављање забране на извршење неког чина (лат. interdictum).
Претори су такође председавали кривичним парницама, односно поротничким судовима (лат. questiones perpetuae). У доба позне Републике било осам врста ових судова: за повреду народног величанства (лат. perduellio или лат. crimen laesae maiestatis), за недопуштен начин изборне кампање (лат. ambitus), за изнуђивање у провинцијама (лат. repetundae), за проневеру јавног новца (лат. peculatus), за насиље против појединца или позивање на јавне нереде (лат. vis), за убиство (лат. parricidium или лат. inter sicarios), за тровање (лат. veneficium), и за фалсификовање тестамената или новца (лат. falsum).